# 13세 소년 (영화)
《13세 소년》은 1974년에 공개된 대한민국의 영화이다. 선우휘의 단편 소설 《13세 소년》을 원작으로 한 영화로서 6·25 전쟁을 소재로 하고 있다.

## 배역
- 신성일
- 김정훈
- 나하영